# Paul McNulty (fabricante de pianos)

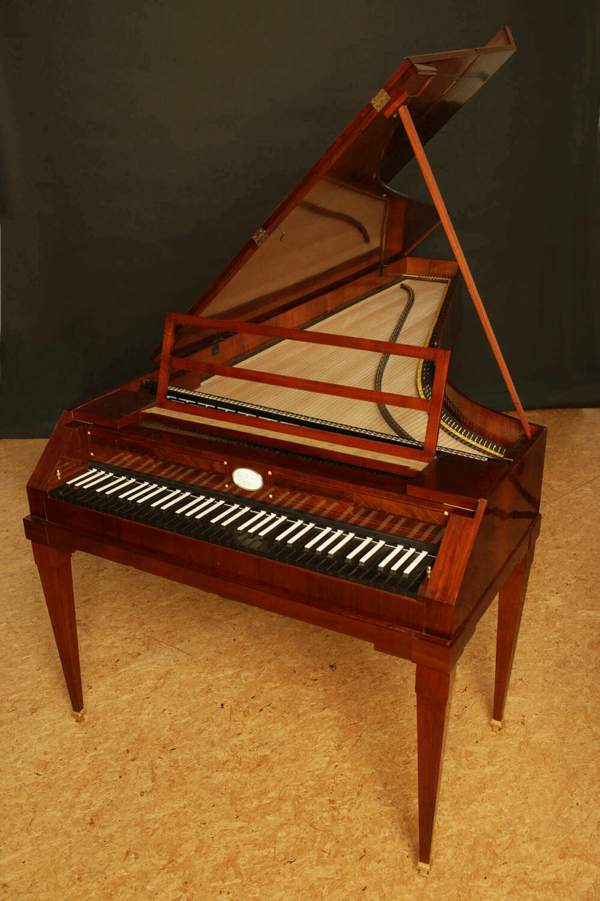
Fortepiano del estilo de Walter & Sohn, 1805.

Paul McNaulty (Houston, 21 de octubre de 1953) es un fabricante de pianos estadounidense. 
En 1976 fue al Conservatorio de Peabody, donde estudió guitarra clásica. Luego empezó a interesarse por los instrumentos históricos, y estudiaría el arte de tañer el laúd. En 1978 entrò en la Escuela de Tecnología de los Instrumentos de Cuerda con Teclado de Nueva Inglaterra (The New England School of Stringed Keyboard Instrument Technology), donde estudió con Bill Garlick. En su examen final, Paul consiguió el más alto título posible: “examinador de afinación”.
Asistió a un seminario en la fábrica Steinway de Nueva York, y lo contrataron para trabajar allí como restaurador y técnico, pero Paul eligió embarcarse en la carrera de construcción de fortepianos, e hizo el aprendizaje por dos años con Robert Smith en Somerville (Massachusetts). 
El primer fortepiano de Paul lo compró la Academia Noruega de Música (Norges musikkhøgskole), de Oslo, y allí sigue, dando perfecto resultado. Hechizado por el sonido de este instrumento, el pianista austríaco Paul Badura-Skoda encargó uno, así como Trevor Pinnock, quien encargó un fortepiano para su concierto de Carnegie Hall.
En 1986, Jack Gibbons invitó a Paul McNulty a acompañarle en su gira europea con la Orchestra of the 18th Century (Orquesta del siglo XVIII) de Frans Brüggen. Gibbons tocó los conciertos de Mozart K.491 en Do menor y K.466 en Re menor, y el aspectro más destacado de la gira fue el fortepiano de McNulty. En el mismo año, Paul McNaulty se mudó a Ámsterdam. En 1988, los fortepianos causaron tanta sensación en la exposición del Festival de Brujas que su constructor consiguió muchos pedidos.
La larga busca del mejor material llevó a Paul McNulty a la República Checa. En 1823 se había escrito que el constructor de pianos Conrad Graf (1782 - 1851) había preferido conseguir la caja de resonancia de la llamada entonces por los alemanes Floresta de Schwarzenberg. Desde 1995, McNulty ha vivido y ha trabajado en la pequeña ciudad checa de Divišov. En 2004, se casó con la fortepianista ruso-canadiense Viviana Sofronitsky.

## Fortepianos de Paul McNulty
•	Fortepiano del estilo de Walter; 1782
•	Fortepiano del estilo de J.A. Stein; ca. 1788
•	Fortepiano del estilo de C. Graf; 1819, op. 318
•	Fortepiano del estilo de J. Pleyel; 1830.
•	Fortepiano del estilo de Jean Louis Boisselot; 1846, op. 2.800
En el 2009, fabricó la primera copia moderna de un instrumento francés de ese período: ya no un fortepiano sino un piano, del tipo preferido de Chopin. 
En el 2011, hizo una réplica del piano personal de Ferenc Liszt: un Boisselot #2800 de 1846 que le habían construido al maestro para su gira rusa de 1847.
Desde 1985 Paul ha fabricado más de 150 instrumentos para diversos artistas; entre ellos: Jack Gibbons, para la gran gira con la Orquesta del siglo XVIII (Ámsterdam), Mario Aschauer, de Viena, Malcolm Bilson, Ronald Brautigam, Prof. David Breitman, dell’ Oberlin College, Maggie Cole, Penelope Crawford Archivado el 18 de enero de 2012 en Wayback Machine., Univ. of Michigan, Universidad de Míchigan, Sara Erro (Madrid), Vladimir Feltsman, Prof. Prof. Stanley Hoogland, Prof. Stanley Hoogland, Sergiu Luca, Helena Marinho (Portugal), Trudelies Leonhardt, Prof.Geoffrey Lancaster, Kristian Bezuidenhout, Jacques Ogg, Prof. Zvi Meniker, Mitsuko Uchida, Amsterdam Conservatory, Den Haag Conservatory, Glyndebourne Festival,UK, Hannover Hochschule, Alice and Nikolaus Harnoncourt, Harvard University, Linz A.Bruckner Privatuniversität, „Music sources“ CA (USA), Oberlin College (USA), Royal College of Music in London, Royal Academy of Music in London, Schola Cantorum Basiliensis, Sibelius Academy Helsinki, Smith College(USA), The Chinese University of Hong Kong, Warsaw Mozart Festival.